# Нурматов, Шермат Нурматович
Шермат Нурматович Нурматов (узб. Shermat Nurmatovich Nurmatov; род. в Узбекской ССР, СССР) — государственный деятель, хоким Ферганской области (15.10.2004-19.10.2006 гг.).

## Биография
Шермат Нурматович был заместителем министра водного и сельского хозяйства, также с 28 сентября 2004 года до 15 апреля занимал должность министра сельского и водного хозяйства Узбекистана. 15 октября 2004 года по приказу президента Республики Узбекистан Ислама Каримова Шермат Нурматович назначен на должность хокима Ферганской области. Он был хокимом Ферганской области до 19 октября 2006 года.